# 霰 (春雨型駆逐艦)
霰（あられ）は、大日本帝国海軍の駆逐艦で、春雨型駆逐艦の7番艦である。同名艦に朝潮型駆逐艦の「霰」があるため、こちらは「霰 (初代)」や「霰I」などと表記される。

## 艦歴
1904年10月29日、呉海軍工廠で起工。同年11月29日、触雷して船体の後半部を失った同型艦春雨の修理のため建造中の船体の一部を提供した。1905年5月10日に竣工し、軍艦に編入され駆逐艦に類別。
第1艦隊第1駆逐隊に編入され日本海海戦に参加。その後、樺太の戦いにも参加した。
第一次世界大戦ではシンガポール方面の警備に従事し、シベリア出兵時には沿海州の沿岸警備を行った。
1924年4月1日に除籍された。

## 艦長
※『日本海軍史』第9巻・第10巻の「将官履歴」及び『官報』に基づく。
駆逐艦長
- 渡辺真吾 少佐：1905年12月12日 - 1906年4月1日
- （兼）大宮釤次郎 少佐：1906年4月1日 - 1906年4月23日
- 長沢直太郎 大尉：1906年4月23日 - 8月30日
- （兼）大宮釤次郎 少佐：1906年8月30日 - 12月20日
- 石田幸太郎 大尉：1906年12月20日 - 1907年4月5日
- 平田尚信 大尉：1907年4月5日 - 1908年5月28日
- 小副川敬治 大尉：1908年5月28日 - 12月10日
- 児玉兼三郎 大尉：1908年12月10日 - 1909年2月1日
- （兼）小沢八郎 大尉：1909年2月1日 - 12月1日
- 志和為於菟 大尉：1909年12月1日 - 1910年2月3日
- 水谷耕喜 大尉：1910年2月3日 - 3月22日
- 赤峰一郎 大尉：1910年3月22日 - 1911年1月11日
- （兼）横尾敬義 大尉：1911年1月11日 - 1911年5月23日
- 中村有年 大尉：1911年5月23日 - 8月19日
- 神谷京 大尉：1911年8月19日 - 1913年5月24日
- 和田健吉 少佐：1913年5月24日 - 12月1日
- 田口刺戟 少佐：1913年12月1日 - 1914年5月27日
- 臼井国 少佐：1914年5月27日 - 8月18日
- 梅田文鹿 少佐：不詳 - 1915年12月13日
- 川崎文雄 大尉：1915年12月13日 - 1916年6月1日
- 力石敏三郎 大尉：1916年6月1日 - 12月1日
- 岩崎本彦 少佐：1916年12月1日 - 1917年3月15日
- 西尾三郎 大尉：1917年3月15日 - 1919年12月1日[6]
- 和田省三 少佐：1919年12月1日 - 12月2日
- 鈴木清 大尉：1919年12月2日[7] - 1920年7月15日[8]
- 伊藤長 大尉：1920年7月15日[8] - 1921年3月9日[9]
- 境澄信 大尉：1921年3月9日[9] - 1922年5月30日[10]
- 神山徳平 大尉：1922年5月30日[10] - 1923年3月1日[11]
- （兼）遠藤昌 大尉：1923年3月1日[11] - 11月1日[12]